# Astylosternus fallax
Astylosternus fallax – gatunek płaza bezogonowego z rodziny artroleptowatych (Arthroleptidae). Endemit Kamerunu, narażony na wyginięcie.

## Nazwa
Epitet gatunkowy fallax to łaciński przymiotnik fallax, -acis oznaczający „podstępny, zdradliwy”.

## Występowanie
Zwierzę to należy do endemitów Kamerunu. Spotkać je można jedynie w trzech lokalizacjach w zachodniej części kraju: pomiędzy Yabassi i Nkongsamba, na górze Yuhan w Parku Narodowym Korup oraz na górze Nta Ali w basenie Mamfe.
Gatunek występuje głównie na nizinach i terenach pagórkowatych, raczej nie zapuszcza się powyżej 1000 m n.p.m. Jego siedlisko to wolno płynące strumienie i rzeki oraz ich okolice w obrębie lasów tropikalnych.

## Rozmnażanie
Samce usadawiają się na liściach nieopodal wody i nawołują stamtąd swe wybranki. Rozwój larwalny odbywa się w wodzie.

## Status
W Czerwonej księdze gatunków zagrożonych IUCN płaz ten od 2017 roku klasyfikowany jest jako gatunek narażony (VU, ang. Vulnerable); wcześniej, od 2004 roku uznawano go za gatunek zagrożony (EN, ang. Endangered).
Gatunek jest pospolity, jednak jego liczebność obniża się.
Głównym zagrożeniem dla gatunku jest utrata siedlisk spowodowana przez rozwój rolnictwa i osadnictwo.